# Josephine Bornebusch
Leyla Jerrie Josephine Bornebusch (født 12. september 1981 i Stockholm) er en svensk skuespillerinde og instruktør, bedst kendt fra tv-serien Solsidan. Hun har eksempelvis også medvirket i serierne Rederiet, Playa del Sol og Welcome to Sweden.
Bornebusch blev i 2021 nomineret til en Guldbagge for bedste manuskript i spillefilmen Orca fra 2020, som hun også instruerede.

## Udvalgt filmografi
- Moderna människor (1983)
- Rederiet (tv-serie, 1999)
- Salâm, smukke (2000)
- Hundtricket - The Movie (2002)
- Playa del Sol (tv-serie, 2007)
- Irene Huss (tv-serie, 2008)
- Kenny begins (2009)
- Kommissæren og havet (tv-serie, 2009)
- Som dag og nat (2009)
- Solsidan (tv-serie, 2010-2023)
- Prime Time (2012)
- Welcome to Sweden (tv-serie, 2014-2015)
- LasseMajas Detektivbureau: Det første mysterium (2018, også instruktør)
- Elsk mig (tv-serie, 2019-2020, også instruktør)
- Orca (2020, også instruktør)
- Harmonica (tv-serie, 2022)
- Släpp taget (2024, også instruktør)